# یونگ پو
شاه گالسا یا یونگ پو (درگذشته ۲۷ میلادی)، اولین پادشاه کشور گالسا بویو بود. او شاهزاده کشور بویو و فرزند امپراتور گوموا و برادر امپراتور تسو بود. نام خانوادگی او هه بود و نام کوچکش یونگ پو بوده است. او را پادشاه گالسا می‌نامند زیرا او گالسا بویو را تأسیس کرد.

## زندگی
شاه گالسا که در فرهنگ عامه با نام یونگ پو معرفی شده است کوچکترین پسر امپراتور گوموا بود. او یکی از سیاستمداران و جنگجویان مهم دانگ بویو بود که ارتش این کشور را در جنگ‌هایی علیه امپراتوری گوگوریو فرماندهی کرد. در دسامبر ۲۱ میلادی امپراتور موهیول به بویوی شرقی حمله کرد شاه دائسو، گالسا را با ارتشی برای مقابله با او فرستاد، ارتش بویو در چند درگیری بر گوگوریو پیروز شدند و جلوی حرکت آن‌ها را گرفت اما دائموسین با فریب ارتش بویو به جنوب این کشور حمله کرد امپراتور تسو برای مقابله با او وارد این منطقه شد اما غافلگیر شد و اسب تسو در باتلاق گیر کرد و او به دست ژنرال گیو از فرماندهان ارتش گوگوریو کشته شد، در این زمان پسر عموی امپراتور تسو با ده هزار نفر خود را تسلیم گوگوریو کرد و کشور دچار هرج و مرج شد، یونگ پو پس از مرگ برادرش وارث تاج و تخت دانگ بویو شد، اما احساس کرد که کشور به زودی سقوط خواهد کرد پس با حدود ۱۰۰ نفر از افرادش و مردم بویو به ساحل هسی فرار کرد. وقتی به دره آمونوک رسید، متوجه شد که پادشاه هادو برای شکار آمده است، بنابراین او را کشت و مردمش را با خود برد. در سال ۲۲ در ماه چهارم او پایتخت خود را در کنار رودخانه گالسا تأسیس کرد ارتش گوگوریو را از برخی مناطق بیرون کرد و دوباره بویو را با نامی جدید بنا کرد، او به واسطه ازدواج نوه‌اش بانو هه با موهیول روابط خوبی با گوگوریو داشت. نام پسر پادشاه گالسا نامشخص است اما نوه‌اش دودو نام داشت و این دو نفر پس از او پادشاهان گالسا بویو شدند، دیگر نوه‌اش همسر دوم پادشاه تموشین شد و شاهزاده هودونگ را به دنیا آورد.

## در رسانه
- وون کی جون در افسانه جومونگ ۲۰۰۷ (با نام شاهزاده یونگ پو)